# Hipônoo (filho de Príamo)
Hipônoo, na mitologia grega, era um dos filhos de Príamo e Hécuba. Possivelmente,[carece de fontes?] é o mesmo Hipônoo que foi morto por Aquiles: Aquiles o atingiu na face com sua espada, na base dos olhos, que caíram na terra; ele foi o penúltimo troiano morto por Aquiles, que havia sido mortamente ferido no calcanhar por uma flecha de Febo.